# Диченко, Игорь Сергеевич
И́горь Серге́евич Диче́нко (также Дыченко, укр. Ігор Сергійович Диченко; 19 декабря 1946 — 24 мая 2015) — советский и украинский коллекционер, искусствовед, художник. Один из идеологов украинского авангарда.

## Биография
Игорь Диченко родился 19 декабря 1946 года.
В 1969 году окончил Киевский художественный институт. Работал в Центральном государственном архиве музея литературы и искусства Украины, преподавателем истории искусства в Киевском хореографическом училище. С 1992 года — старший научный сотрудник Музея истории Киева.
С 1970-х годов был организатором и участником многих выставок и художественных акций.
В 1992 году основал Международный благотворительный фонд.
Как искусствовед занимался творчеством художников Георгия Нарбута, Константина Пискорского, Анатолия Петрицкого, Михаила Бойчука, Леся Лозовского, Василия Седляра, Александра Богомазова, Казимира Малевича, Василия Касияна, Николая Глущенко, Татьяны Яблонской, а также деятелей балета — Анны Павловой, Вацлава Нежинского, Сержа Лифаря, Леонида Якобсона, Рудольфа Нуриева, Владимира Малахова, Раду Поклитару.
Умер 24 мая 2015 года.

### Семья
- Жена — Валерия Семёновна Вирская-Котляр (1930—2016), советская и украинская артистка балета, преподаватель, балетмейстер[1].

## Коллекция

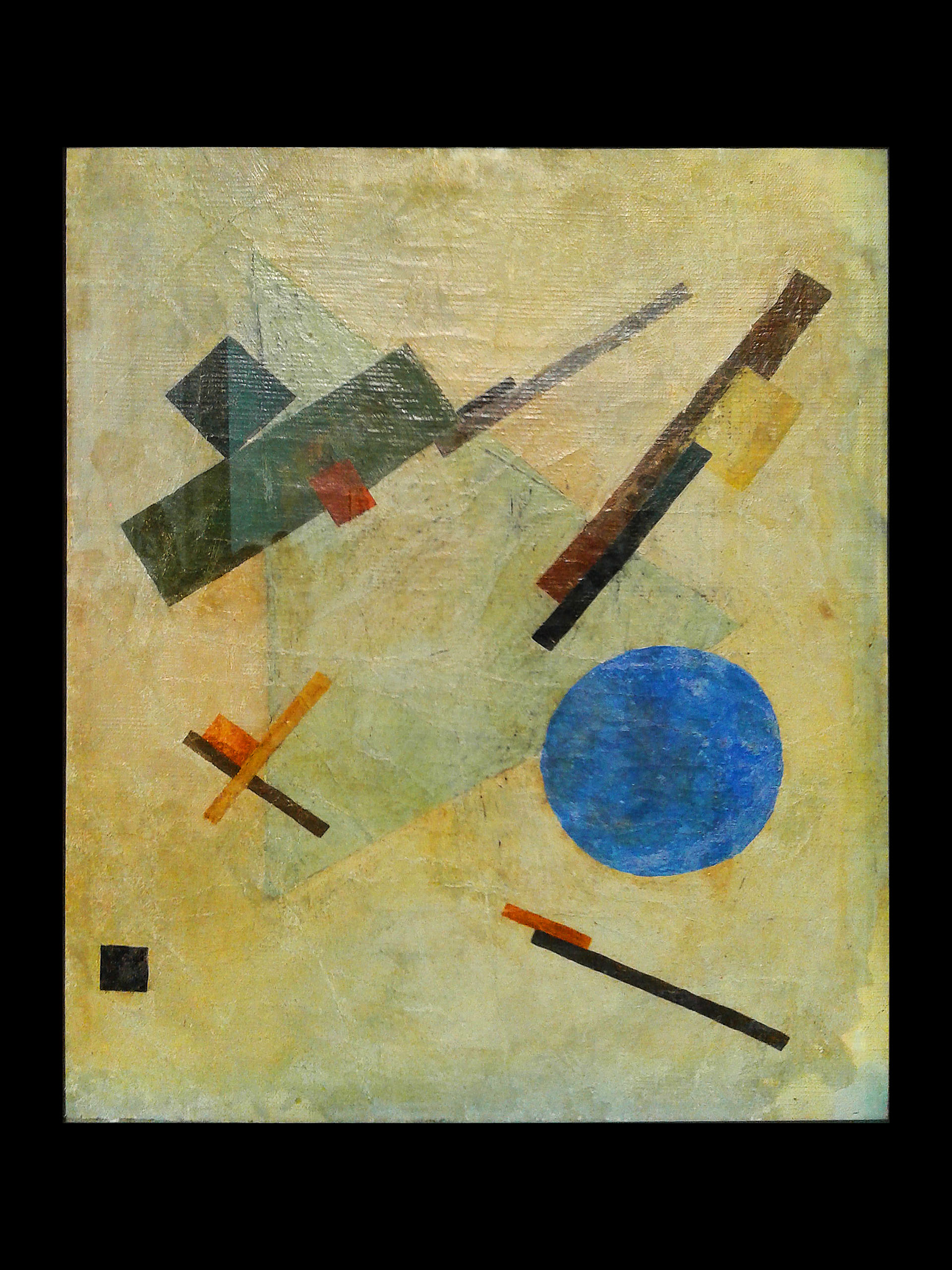
Казимир Малевич. Супрематическая композиция 1. 1916. Единственная картина Малевича в коллекции Игоря Диченко

12 октября 2015 года вся коллекция Игоря Диченко была передана его вдовой Валерией Вирской в дар государству Украине. Коллекцию принимал президент Украины Пётр Порошенко, наградивший Вирскую орденом княгини Ольги. Вся коллекция была передана Мыстецкому арсеналу.
Собрание русского авангарда Диченко (на Украине его чаще называют украинским авангардом) насчитывало 504 работы. Единственной работой Казимира Малевича в нём была «Супрематическая композиция 1» 1916 года.

## Участие в творческих и общественных организациях
- Член НСХУ (с 1984)[1]